# John H. Jackson
John Howard Jackson (* 6. April 1932 in Kansas City, Missouri; † 7. November 2015 in Ann Arbor, Michigan) war ein amerikanischer Jurist. Er wirkte von 1961 bis 1966 als Professor an der University of California, Berkeley sowie von 1966 bis 1997 an der University of Michigan, und war ab 1998 Professor an der Georgetown University.
Schwerpunkte seines Wirkens waren das internationale Wirtschaftsrecht und die internationalen Wirtschaftsbeziehungen. Er erhielt unter anderem die Ehrendoktorwürde der Universität Hamburg und des Europäischen Hochschulinstituts sowie die Manley-O.-Hudson-Medaille der Amerikanischen Gesellschaft für internationales Recht.

## Leben
John H. Jackson wurde 1932 in Kansas City geboren und erlangte 1954 einen A.B.-Abschluss an Woodrow Wilson School of Public and International Affairs der Princeton University sowie 1959 einen Juris Doctor an der University of Michigan. Hier wurde er 1966 auch Professor, nachdem er nach seinem Studium zunächst von 1959 bis 1961 in Milwaukee als Rechtsanwalt in der Kanzlei Foley, Sammond and Lardner sowie von 1961 bis 1966 als Professor an der University of California, Berkeley tätig gewesen war.
An der University of Michigan, an der er in den Jahren 1988/1989 auch als Präsident für akademische Angelegenheiten fungierte, unterrichtete er unter anderem Völkerrecht, internationales Privatrecht, Recht der amerikanischen Außenbeziehungen und internationales Wirtschaftsrecht. Nach seiner Emeritierung an der University of Michigan zum Ende des Jahres 1997 wechselte er an die Georgetown University, an deren juristischer Fakultät er ab 1998 als Professor und als Direktor des Instituts für internationales Wirtschaftsrecht wirkte.
Neben seinen universitären Verpflichtungen war John Howard Jackson unter anderem als Berater der Ford Foundation und als Mitglied des redaktionellen Beirats der Fachzeitschrift American Journal of International Law tätig. Ab 1998 war er Chefherausgeber des beim Verlag Oxford University Press erscheinenden Journal of International Economic Law. Er starb 2015 in Ann Arbor.

## Wirken
John H. Jackson widmete sich insbesondere dem internationalen Wirtschaftsrecht und den internationalen Wirtschaftsbeziehungen, insbesondere der Welthandelsorganisation (WTO), dem Allgemeinen Zoll- und Handelsabkommen (GATT) und dem Internationalen Währungsfonds. Er veröffentlichte mehrere Bücher über die juristischen Grundlagen, die Arbeitsweise und die Auswirkungen von WTO und GATT, und galt in diesem Bereich als einer der führenden amerikanischen Experten der Gegenwart.

## Auszeichnungen
John H. Jackson erhielt in Würdigung seines Wirkens unter anderem 1992 den von der juristischen Fakultät der Columbia University verliehenen Wolfgang Friedmann Memorial Award sowie 2008 mit der Manley-O.-Hudson-Medaille die höchste Auszeichnung der Amerikanischen Gesellschaft für internationales Recht, die ihn darüber hinaus zum Ehrenvizepräsidenten ernannte. Die Universität Hamburg (2003) und das Europäische Hochschulinstitut (2008) verliehen ihm die Ehrendoktorwürde. Im Jahr 2002 hielt er an der University of Cambridge die Hersch Lauterpacht Memorial Lecture. Unter dem Titel „New Directions in International Economic Law“ erschien 2000 eine Festschrift zu Ehren von John Howard Jackson.
Nach Jackson ist der John H. Jackson Moot Court benannt, der sich mit dem Recht der WTO beschäftigt.

## Publikationen
- World Trade and the Law of GATT: A Legal Analysis of the General Agreement on Tariffs and Trade. Charlottesville 1969
- Antidumping Law, Policy and Implementation. Ann Arbor 1979
- The World Trade Organization: Constitution and Jurisprudence. London 1998
- The Jurisprudence of GATT and the WTO: Insights on Treaty Law and Economic Relations. Cambridge und New York 2000
- Sovereignty, the WTO and Changing Fundamentals of International Law. Cambridge und New York 2006